# Alois Reiter
Alois Reiter (* 1968) ist ein früherer deutscher Biathlet.
Alois Reiter gewann 1988 den Titel im Einzel bei den Deutschen Meisterschaften. Bei den Biathlon-Weltmeisterschaften 1989 in Feistritz erreichte er im Sprintwettbewerb den 54. Platz. Größter Erfolg in Reiters Biathlon-Karriere war der Gewinn des Biathlon-Europacups Saison 1991/92 vor Holger Schönthier und Andreas Heymann. Nach seiner Karriere engagierte Reiter sich vor allem in der Biathlon-Nachwuchsarbeit in Ruhpolding. So war er Wettkampfleiter bei Bayerischen Schülercup-Rennen und des Deutschlandpokals. Auf seine Initiative hin wurde der Förderverein Biathlon Idee zur Nachwuchsförderung gegründet, dem er mehrere Jahre lang kommissarisch vorstand. Reiter ist derzeit der Sportwart im Ressort Biathlon beim SC Ruhpolding.